# Base de lancement de fusées de recherche de Churchill
La base de lancement de fusées de recherche de Churchill est une base de lancement de fusées-sondes établie au nord du Manitoba en 1954 par le Bureau recherche et défense de l'Armée canadienne afin d'étudier des phénomènes atmosphériques à l'aide de fusées-sondes.
Près de 4 500 personnes vivaient et travaillaient à Fort Churchill, principalement des militaires et des scientifiques canadiens et américains.
Le site est presque désert depuis 1985, et on n'y trouve plus qu'un aéroport, une voie ferrée et quelques bâtiments officiels (un centre consacré à l'écotourisme et un observatoire géomagnétique).